# 去极化

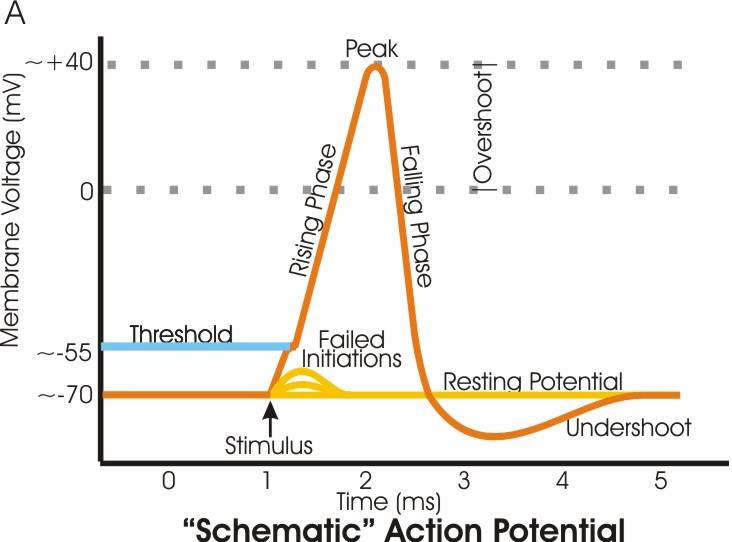
动作电位的膜电位变化图

在生物学中，去极化（depolarization）是静息电位减小的过程或状态，即细胞的膜电位向负值减少（正值增加）的方向变化。例如：细胞静息电位为-70mV，其后膜电位变为-50mV，则称该细胞去极化。若是医学中，人为使用药物或器械将心肌去极化，另称除极、除极化。
在神经元和其他的细胞中，一个足够大的去极化作用将会导致动作电位。過極化则与之相反，会抑制动作电位的发生。
静息时细胞的膜电位处于一定的负值水平，当细胞受到外界刺激时，静息电位水平的负值水平变小，向零电位趋近的过程。是由于细胞内外的阳离子或阴离子通过细胞膜离子通道转移后，细胞内阳离子净电荷增多的结果。

## 作用机制
去极化往往是由离子的扩散作用所致。举例来说就是Na+通过Na+通道或者Ca2+通过Ca2+通道内流。主要由Na+迅速内流，使膜内电位迅速上升，膜电位由内负外正转为内正外负的状态，构成动作电位的上升支。而在另一方面，K+通过K+通道外流。而Cl–（阴离子)通过Cl–通道抑制去极化。如果一个细胞剩下K+ 或Cl–，阻碍他们的流动也会导致去极化。
由于去极化会导致细胞膜的电压发生变化，电生理学家可以通过电压钳
来测量它。膜去极化引起的电流是内向电流，或外向电流减少。

## 去极化阻断剂
有一些被称作去极化阻断剂的药物可以导致引起去极化的通道长期开放而不是关闭以防止复极化。比如琥珀胆碱类烟碱受体激动剂以及十烷双铵。

## 延伸阅读
- Purves D, Augustine GJ, Fitzpatrick D;  et al (编).  2. Sunderland, Mass: Sinauer Assoc. 2001  [2013-11-05]. ISBN 0-87893-742-0. （原始内容存档于2020-12-05）.